# Harry Beckett
Harry Beckett, eig. Harold Winston Beckett, (Bridgetown (Barbados), 30 mei 1935 - Londen, 22 juli 2010) was een Brits trompet- en bugelspeler.
Beckett woonde sinds 1954 in het Verenigd Koninkrijk. Hij speelde in 1961 met Charles Mingus in de film All Night Long. Aan het einde van de jaren 1960 speelde hij in de groep van bassist en componist Graham Collier. Sinds 1970 stond hij aan het hoofd van eigen groepen en nam platen op bij Philips, RCA en Ogun Records.
Hij was een sleutelfiguur in belangrijke groepen van de Britse free jazz/improvisatiewereld, zoals Nucleus van Ian Carr, Brotherhood of Breath en The Dedication Orchestra, het London Jazz Composers Orchestra, het London Improvisers Orchestra, het octet van John Surman, Django Bates, het kwintet van Ronnie Scott, Kathy Stobart, Charlie Watts, de bigband en het octet van Stan Tracey en Ninesense van Elton Dean. Beckett nam platen op met Keef Hartley, Jah Wobble, David Sylvian en speelde met David Murray. Hij toerde in het buitenland met Johnny Dyani, Chris McGregor, Keith Tippett, John Tchicai, Joachim Kühn, Zila van Dudu Pukwana, de groepen van George Gruntz, het Belgische kwintet The Wrong Object, de New Jungle Band van Pierre Dørge en het Robert Wyatt-project Soupsongs van Annie Whitehead met Phil Manzanera, Julie Tippetts en andere jazzgrootheden.
Zijn meest recente album, The Modern Sound of Harry Beckett, werd geproduceerd door de bekende Britse producent Adrian Sherwood en kwam uit in 2008. Beckett won in 1972 de jazzpoll van Melody Maker als 'Top-trompetspeler van Groot-Brittannië'.

## Selectieve discografie
- Flare Up (Jazzprint, 1970) met John Surman, Mike Osborne, Alan Skidmore
- Live, Vol. 2 (West Wind, 1987) met Chris McGragor, Courtney Pine, Clifford Jarvis
- Passion and Possesion (ITM, 1991) Duo's met Django Bates, Joachim Kühn, Keith Tippett
- All Four One (Spotlite, 1991) met Jon Corbett, Claude Deppa
- Images of Clarity (Evidence, 1992) met Didier Levallet
- Before and After (Spotlite, 1999) met Chris Biscoe